# Hardwell
Робберт ван де Корпут (більш відомий під своїм сценічним псевдонімом Hardwell) – нідерландський DJ і музичний продюсер. Народився 7 січня 1988 року в місті Бреда. У 2013 і 2014 році посідав 1 місце в рейтингу DJ Mag Top 100! В даний час, займає 12 місце у цьому рейтингу. Широко відомий своїми живими сетами на великих музичних фестивалях, таких як Tomorrowland і Ultra. Відео потоки його виступу на його особистому каналі YouTube  набирають більше 100 мільйонів переглядів. 
Hardwell вперше отримав визнання в 2009 році за його бутлеґ "Show Me Love vs. Be". Він заснував звукозаписну компанію Revelead Recordings в 2010 році і його власне радіо-шоу "Hardwell on Air" в ефірі з 2011 році. З тих пір він випустив п'ять збірників через свій лейбл, а також свій власний документальний фільм. Hardwell працював над своїм дебютним альбомом, який був випущений у 2015 році під назвою United We Are.
|  | Це незавершена стаття про музиканта або музикантку. Ви можете допомогти проєкту, виправивши або дописавши її. |